# Крижовачук Олег Петрович
Крижовачук Олег Петрович (*23 травня 1954, Карначівка) —, директор товариства «Україна» у селі Скорики Підволочиського району [[Тернопільська область|Тернопільської області]

## Біографія
Народився 23 травня 1954 у селі Карначівка Лановецького району Тернопільської області. У 1976 закінчив Тернопільський педагогічний інститут. Працював учителем, організатором позакласової та позашкільної виховної роботи СШ, з 1980 директором міжшкільної навчально-виробничої майстерні у селі Нове Село Підволочиського району. У 1981–1986 перебував на громадській роботі. З 1986 був головою колгоспу, з 1993 — головою КСП, а у 1998 став директором ТОВ «Україна», у селі Скорики Підволочиського району Тернопільської області.
Член Ради з питань підтримки підприємництва — консультативно-дорадчого органу при Президентові України (з 27 червня 2025).

## Нагороди
- Звання Герой України з врученням ордена Держави (23 серпня 2007) — за визначні особисті заслуги перед Українською державою у розвитку агропромислового виробництва, впровадження прогресивних технологій та передових форм господарювання, багаторічну самовіддану працю[2]
- Орден «За заслуги» III ст. (19 листопада 1999) — за вагомий особистий внесок у розвиток агропромислового виробництва, багаторічну сумлінну працю[3]
- Заслужений працівник сільського господарства України (18 листопада 1993) — за значний особистий внесок у збільшення виробництва сільськогосподарської продукції, поповнення державних продовольчих ресурсів[4]
- Відзнака Президента України — ювілейна медаль «20 років незалежності України» (19 серпня 2011) — за значний особистий внесок у соціально-економічний, науково-технічний та культурно-освітній розвиток Української держави, вагомі трудові здобутки та багаторічну сумлінну працю[5]